# Klassisk cepheid

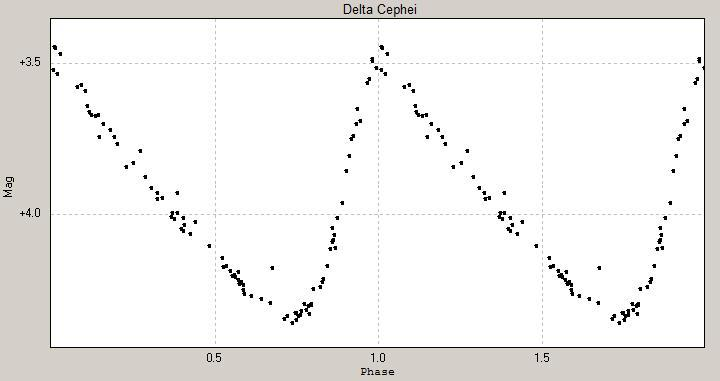
Fasdiagram för Delta Cephei, en typisk klassisk cepheid som varierar inom intervallet 3,5 – 4,4 magnituder och perioden 5,4 dygn.

Den klassiska cepheiden, eller Delta Cephei-variabeln, är en typ av pulserande cepheidvariabel med regelbundna perioder som varierar från drygt några dagar till flera veckor, med amplituder från några tiondels till två magnituder. Det var den första typen av cepheidvariabler som upptäcktes, därav namnet klassisk cepheid.

## Stjärntyp
Detta är relativt unga och massiva stjärnor i population I som lämnat huvudserien och migrerat in i instabilitetsområdet i HR-diagrammet. De hittas främst i Vintergatans skiva och i öppna stjärnhopar. Flertalet är av spektraltyp F vid maximum och spektraltyp G vid minimum.
Undertypen DCEPS är en grupp som har symmetrisk ljuskurva med en amplitud under 0,5 magnituder och en period under 7 dygn.

## Historik
Cepheiderna är en viktig grupp variabler som används som standardljuskälla för avståndsbestämning inom vår galax och till andra närbelägna galaxer. Den första upptäckten av en cepheidvariabel gjordes i september 1784 av Edward Pigott när han studerade stjärnan Eta Aquilae. Några månader senare upptäckte John Goodricke variabeln Delta Cephei som fick namnge fenomenet.
Cepheiderna har en korrelation mellan logaritmen av sin period och sin absoluta magnitud. Deras absoluta ljusstyrka kan därför uppskattas med stor noggrannhet utifrån perioderna via den så kallade period–luminositetsrelationen, som kommit att spela en avgörande roll för att bestämma avstånd i universum. Denna upptäckt gjordes av Henrietta Leavitt 1908 då hon undersökte variabler i det Lilla Magellanska molnet. Då dessa stjärnor befann sig på ungefär samma avstånd kunde hon härleda att de starkare hade längre period. Denna egenskap användes av Edwin Hubble 1924 för att bestämma avståndet till Andromedagalaxen. Svårigheten med att kalibrera period/luminositets-förhållandet och att det finns två typer av cepheider (vilket var okänt vid den tiden) gjorde dock att han fick ett kortare avstånd än dagens accepterade värde.
De först upptäckta cepheiderna förs numera till en egen variabelkategori sedan den tysk-amerikanske astronomen Walter Baade på 1940-talet indelat cepheiderna i två olika populationer (klassisk och typ II). Cepheider av typ II är äldre svagare grupp II-stjärnor. Klassiska cepheider och typ II-cepheider följer olika förhållanden mellan period och ljusstyrka. Ljusstyrkan hos klassiska cepheider är ungefär 1,5 magnituder högre. Baades upptäckt ledde till en fördubbling av avståndet till M31, och den extragalaktiska distansskalan.
Klassiska cepheider har hjälpt astronomerna att klarlägga en hel del annat än de kosmiska avstånden, som till exempel solens höjd över det galaktiska planet och Vintergatans spiralstruktur.

## Prototypstjärnan
Prototypstjärnan Delta Cephei varierar mellan visuell magnitud +3,49 och 4,36 med en period av 5,366266 dygn.

## Några ljusstarka variabler
Den ljusstarkaste stjärnan på himlen bland de klassiska cepheid-variablerna är Polstjärnan (Alfa Ursae Minoris) i Lilla björnens stjärnbild. Här följer en lista med några av de ljusstarkaste. Prototypstjärnan Delta Cephei befinner sig där på fjärde plats.
- Polstjärnan (Alfa Ursae Minoris) 1,97 – 2,00[20]
- HD 84810 (l Carinae) 3,28 – 4,18
- Beta Doradus 3,41 – 4,08
- Delta Cephei 3,48 – 4,36[19]
- Eta Aquilae 3,49 – 4,30
- Mekbuda (Zeta Geminorum) 3,68 – 4,16